# NGC 3719
NGC 3719 é uma galáxia espiral (Sbc) localizada na direcção da constelação de Leo. Possui uma declinação de +00° 49' 09" e uma ascensão recta de 11 horas, 32 minutos e 13,5 segundos.
A galáxia NGC 3719 foi descoberta em 15 de Março de 1866 por Heinrich Louis d'Arrest.